# Acoetidae
Acoetidae é uma família dentro da subordem Aphroditiformia, da ordem Phyllodocida e classe Polychaeta. Foi descrita inicialmente por Hermann (1918)  e atualmente conta com 11 gêneros. Além de poder chegar a 1m de comprimento, é uma família característica do ambiente marinho e apresenta comportamento epifaunal detritívoro . 

## Distribuição
Embora Acoetidae apresente uma ampla distribuição, abrangendo diversas regiões marinhas do globo, desde águas intersticiais até profundidades de até 1500 metros, espécies desta família usualmente estão presentes em regiões temperadas e tropicais de águas mornas . De forma geral, pode-se destacar as seguintes :
Atlântico Ocidental: Carolina do Norte até a Flórida, Bahamas, Golfo do México, Panamá, Índias Ocidentais, Mar do Caribe, Brasil e Argentina.

Atlântico Oriental: Noruega, Suécia, Mar Mediterrâneo e Mar Adriático e região oeste e sul da África.

Oceano Índico: Mar Vermelho, Mar Arábico, Madagascar, Maldivas, Baía de Bengala, Golfo da Tailândia.

Pacífico Norte: Mar Amarelo, Mar do Sul da China, Japão, Filipinas, Havaí, Califórnia, México.

Pacífico Sul: Austrália, Indonésia, Ilhas Salomão, Equador.

## Morfologia

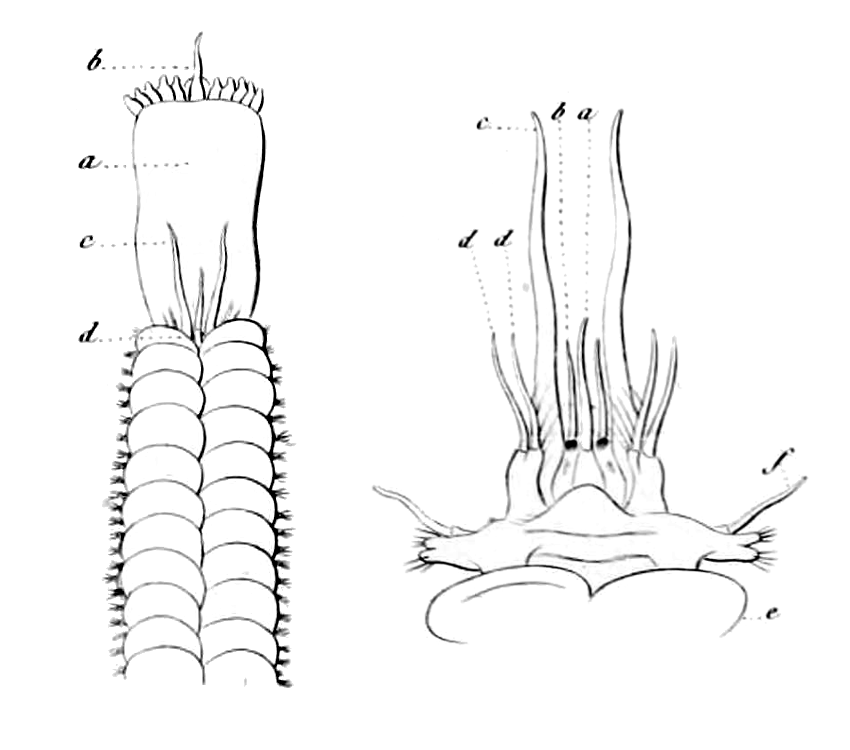
Acoetes pleei. (A) Faringe eversível projetada (B) Região anterior do anelídeo

Acoetidae geralmente apresenta um corpo alongado, vermiforme e achatado dorsoventralmente. Uma das características mais marcantes desta família é o tamanho que, algumas espécies, que podem variar entre 40 milímetros até mais de 1 metro. Seu prostômio é mais ou menos fusionado com o primeiro segmento, sendo ornamentados com diversas estruturas sensoriais, como por exemplo palpos, antenas, cirros prostomiais e olhos (omatóforos). Sua faringe possui uma “argola” de papilias sensoriais e dois pares de mandíbulas robustas .
Os élitros, geralmente pequenos, apresentam formato circular ou oval, estão presentes a partir do segundo segmento e alternam-se com cirros dorsais (à exceção do 2° e 3° pares, que são consecutivos nos segmentos 4 e 5, respectivamente). A superfície dorsal destes animais é sulcada transversalmente; os sulcos são finos e próximos entre si. Já a superfície ventral é lisa, ou seja, não contém ornamentações. Normalmente os segmentos com quetas (cerdas) apresentam cirros ventrais curtos, mas é possível encontrar cirros mais longos no segundo segmento (bucal), lateralmente à boca . 
Os parapódios dessa família apresentam glândulas fiadoras, que produzem uma espécie de fio (misturando-os com areia, argila ou lama) usado para a formação das paredes dos tubos subterrâneos onde estas espécies se abrigam .  Ademais, são parapódios birremes, embora seja difícil identificar, dado que seus ramos são muito próximos, de modo que possa ser entendido erroneamente como unirreme . A parte posterior apresenta pigídio com um par de cirros anais . Por fim, as suas quetas apresentam suporte na acícula e são simples ; notoqueta capilar ou pseudopenicilada ; neuroqueta grossa.

## Ecologia
Membros dessa família são muitas vezes encontrados em sedimentos moles dentro de tubos que eles mesmos construíram. Os tubos, por sua vez, são uma mistura de secreções mucosas e fibrosas com sedimentos e areia. Por apresentarem um número de amostras bentônicas reduzido, o material de publicação sobre esta família é limitado. Ainda sim, de modo geral, ocorrem de forma mais abundante em águas de profundidade moderada a águas profundas  e estão presentes em locais de água mais quente e tropicais . 
Em relação ao comportamento predatório, representantes desta família são animais carnívoros com padrão de predação “senta e espera,” não saem de seus tubos mais do que parcialmente enquanto se alimentam . Interessantemente, foi observada uma espécie que, quando estressada, se posiciona de modo que sua cabeça fique dentro e a parte posterior do corpo fique para fora do tubo, na entrada . No entanto, de modo geral, quando em posição de ataque, os vermes buscam ficar com apenas a cabeça e os palpos para fora, esperando sua presa se aproximar para utilizar o aparato de sua faringe eversível .

### Associações com Invertebrados

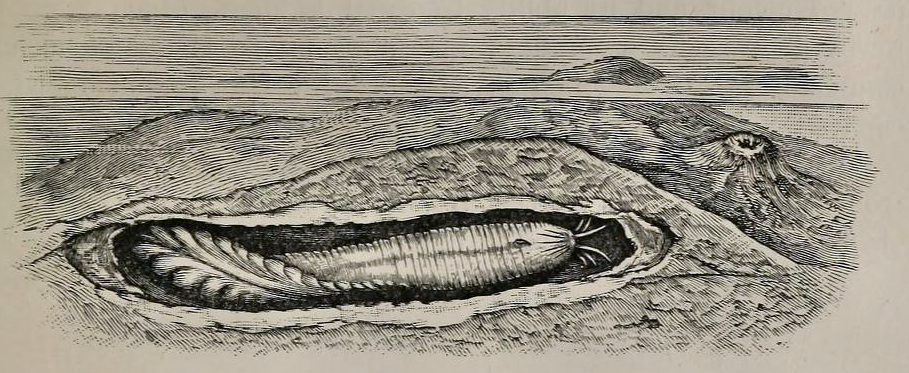
Panthalis oerstedi em um buraco na terra, demonstrando hábito epifaunal

Espécies pertencentes a família Acoetidae, por construírem e viverem em tubos dentro d’água, abrigam uma diversidade grande de organismos, como por exemplo entoproctos que, presos nas paredes dos tubos, se utilizam das correntes d’água produzidas pelos poliquetas para processos de respiração e alimentação. Porém, outros entoproctos se ancoraram nas pontas das cerdas do poliqueta escamoso . 
Outra ocorrência interessante foi a de um grupo de gastrópodes localizados entre as escamas de um indivíduo, em uma relação comensal, uma vez que estes gastrópodes eram herbívoros e detritívoros, realizando uma espécie de limpeza no anelídeo.Ainda dentro de Mollusca, uma espécie de bivalve foi encontrada no espaço entre os parapódios de uma espécie (Euarche tubifex) de poliqueta escamoso da família Acoetidae .
Por fim, vale ressaltar que os acoetídeos se relacionam com outras espécies dentro de Aphroditiformia, sendo as mais comuns pertencentes à família Polynoidae. Os polinoides se utilizam dos tubos construídos pelos acoetídeos, numa relação comensal.

## Filogenia
|  | Sigalionidae                                               |
|  |                                                            |
|  | \| \| Sigalionidae \| \| \| \| \| \| Pholoidae \| \| \| \| |
|  |                                                            |
|  | Sigalionidae                                               |
|  |                                                            |
|  | Pholoidae                                                  |
|  |                                                            |

|  | Sigalionidae |
|  |              |
|  | Pholoidae    |
|  |              |

|  | \| \| Acoetidae \| \| \| \| \| \| Iphionidae \| \| \| \| |
|  |                                                          |
|  | Polynoidae                                               |
|  |                                                          |
|  | Acoetidae                                                |
|  |                                                          |
|  | Iphionidae                                               |
|  |                                                          |

|  | Acoetidae  |
|  |            |
|  | Iphionidae |
|  |            |

|  | Sigalionidae                                               |
|  |                                                            |
|  | \| \| Sigalionidae \| \| \| \| \| \| Pholoidae \| \| \| \| |
|  |                                                            |
|  | Sigalionidae                                               |
|  |                                                            |
|  | Pholoidae                                                  |
|  |                                                            |

|  | Sigalionidae |
|  |              |
|  | Pholoidae    |
|  |              |

|  | \| \| Acoetidae \| \| \| \| \| \| Iphionidae \| \| \| \| |
|  |                                                          |
|  | Polynoidae                                               |
|  |                                                          |
|  | Acoetidae                                                |
|  |                                                          |
|  | Iphionidae                                               |
|  |                                                          |

|  | Acoetidae  |
|  |            |
|  | Iphionidae |
|  |            |

|  | Sigalionidae                                               |
|  |                                                            |
|  | \| \| Sigalionidae \| \| \| \| \| \| Pholoidae \| \| \| \| |
|  |                                                            |
|  | Sigalionidae                                               |
|  |                                                            |
|  | Pholoidae                                                  |
|  |                                                            |

|  | Sigalionidae |
|  |              |
|  | Pholoidae    |
|  |              |

|  | \| \| Acoetidae \| \| \| \| \| \| Iphionidae \| \| \| \| |
|  |                                                          |
|  | Polynoidae                                               |
|  |                                                          |
|  | Acoetidae                                                |
|  |                                                          |
|  | Iphionidae                                               |
|  |                                                          |

|  | Acoetidae  |
|  |            |
|  | Iphionidae |
|  |            |

|  | Sigalionidae                                               |
|  |                                                            |
|  | \| \| Sigalionidae \| \| \| \| \| \| Pholoidae \| \| \| \| |
|  |                                                            |
|  | Sigalionidae                                               |
|  |                                                            |
|  | Pholoidae                                                  |
|  |                                                            |

|  | Sigalionidae |
|  |              |
|  | Pholoidae    |
|  |              |

|  | \| \| Acoetidae \| \| \| \| \| \| Iphionidae \| \| \| \| |
|  |                                                          |
|  | Polynoidae                                               |
|  |                                                          |
|  | Acoetidae                                                |
|  |                                                          |
|  | Iphionidae                                               |
|  |                                                          |

|  | Acoetidae  |
|  |            |
|  | Iphionidae |
|  |            |

|  | Sigalionidae                                               |
|  |                                                            |
|  | \| \| Sigalionidae \| \| \| \| \| \| Pholoidae \| \| \| \| |
|  |                                                            |
|  | Sigalionidae                                               |
|  |                                                            |
|  | Pholoidae                                                  |
|  |                                                            |

|  | Sigalionidae |
|  |              |
|  | Pholoidae    |
|  |              |

|  | \| \| Acoetidae \| \| \| \| \| \| Iphionidae \| \| \| \| |
|  |                                                          |
|  | Polynoidae                                               |
|  |                                                          |
|  | Acoetidae                                                |
|  |                                                          |
|  | Iphionidae                                               |
|  |                                                          |

|  | Acoetidae  |
|  |            |
|  | Iphionidae |
|  |            |

|  | Sigalionidae                                               |
|  |                                                            |
|  | \| \| Sigalionidae \| \| \| \| \| \| Pholoidae \| \| \| \| |
|  |                                                            |
|  | Sigalionidae                                               |
|  |                                                            |
|  | Pholoidae                                                  |
|  |                                                            |

|  | Sigalionidae |
|  |              |
|  | Pholoidae    |
|  |              |

|  | \| \| Acoetidae \| \| \| \| \| \| Iphionidae \| \| \| \| |
|  |                                                          |
|  | Polynoidae                                               |
|  |                                                          |
|  | Acoetidae                                                |
|  |                                                          |
|  | Iphionidae                                               |
|  |                                                          |

|  | Acoetidae  |
|  |            |
|  | Iphionidae |
|  |            |

|  | Sigalionidae                                               |
|  |                                                            |
|  | \| \| Sigalionidae \| \| \| \| \| \| Pholoidae \| \| \| \| |
|  |                                                            |
|  | Sigalionidae                                               |
|  |                                                            |
|  | Pholoidae                                                  |
|  |                                                            |

|  | Sigalionidae |
|  |              |
|  | Pholoidae    |
|  |              |

|  | \| \| Acoetidae \| \| \| \| \| \| Iphionidae \| \| \| \| |
|  |                                                          |
|  | Polynoidae                                               |
|  |                                                          |
|  | Acoetidae                                                |
|  |                                                          |
|  | Iphionidae                                               |
|  |                                                          |

|  | Acoetidae  |
|  |            |
|  | Iphionidae |
|  |            |

|  | Sigalionidae                                               |
|  |                                                            |
|  | \| \| Sigalionidae \| \| \| \| \| \| Pholoidae \| \| \| \| |
|  |                                                            |
|  | Sigalionidae                                               |
|  |                                                            |
|  | Pholoidae                                                  |
|  |                                                            |

|  | Sigalionidae |
|  |              |
|  | Pholoidae    |
|  |              |

|  | \| \| Acoetidae \| \| \| \| \| \| Iphionidae \| \| \| \| |
|  |                                                          |
|  | Polynoidae                                               |
|  |                                                          |
|  | Acoetidae                                                |
|  |                                                          |
|  | Iphionidae                                               |
|  |                                                          |

|  | Acoetidae  |
|  |            |
|  | Iphionidae |
|  |            |

|  | Polyodontes                                                   |
|  |                                                               |
|  | \| \| Eupolyodontes \| \| \| \| \| \| Eupanthalis \| \| \| \| |
|  |                                                               |
|  | Eupolyodontes                                                 |
|  |                                                               |
|  | Eupanthalis                                                   |
|  |                                                               |

|  | Eupolyodontes |
|  |               |
|  | Eupanthalis   |
|  |               |

|  | Polyodontes                                                   |
|  |                                                               |
|  | \| \| Eupolyodontes \| \| \| \| \| \| Eupanthalis \| \| \| \| |
|  |                                                               |
|  | Eupolyodontes                                                 |
|  |                                                               |
|  | Eupanthalis                                                   |
|  |                                                               |

|  | Eupolyodontes |
|  |               |
|  | Eupanthalis   |
|  |               |

Com base em estudos de caracteres morfológicos, Acoetidae foi primeiro considerado grupo irmão de Aphroditidae, fazendo parte do clado Aphroditoidea. No entanto, análises moleculares combinadas com análises morfológicas puderam melhor precisar a posição de Acoetidae dentro de Aphroditiformia. Posteriormente, o clado Acoetidae + Aphroditidae foi descartado e a família foi posicionada como grupo irmão de Polynoidae. Atualmente, a família é tida como grupo irmão de Iphionidae, juntas formando um grupo irmão com Polynoidae . É importante reconhecer, no entanto, que a maior parte das espécies dessa família foi descrita com base em um único espécime .
Gêneros :
Acoetes Audouin & Milne Edwards, 1832
Euarche Ehlers, 1887
Eupanthalis McIntosh, 1876
Eupolyodontes Buchanan, 1894
Eupompe
Neopanthalis Strelzov, 1968
Panthalis Kinberg, 1856
Polyodontes Renieri in Blainville, 1828
Pseudeupanthalis
Restio Moore, 1903
Zachsiella Buzhinskaja, 1982